# Huberdeau
Huberdeau es un municipio canadiense situado en la provincia de Quebec.

## Superficie
Huberdeau tiene una superficie de 56,72 km².

## Demografía
En 2021, tenía 863 habitantes, una densidad poblacional de 15,2 hab./km², y 527 viviendas.